# Metnitz
Metnitz (Metnica in sloveno) è un comune austriaco di 2 043 abitanti nel distretto di Sankt Veit an der Glan, in Carinzia; ha lo status di comune mercato (Marktgemeinde). Nel 1973 ha inglobato il comune soppresso di Gradez. Il paese ha un rapporto di amicizia con Aiello del Friuli.

## Monumenti e luoghi d'interesse

### Architetture religiose
- Chiesa di San Volfango

### Architetture militari e civili
- Castello di Grades, nell'omonima frazione.